# Dimitri Chryssajis
Dimitri Chryssajis (* 14. Jänner 1992) ist ein österreichischer Fußballspieler.

## Karriere
Chryssajis begann seine Karriere beim First Vienna FC 1894. Nachdem er zuvor für die Zweitmannschaft gespielt hatte, debütierte er am 18. September 2009 für die Profis, als er in der zweiten Runde des Cups 2009/10 gegen den FC Admira Wacker Mödling II in der 62. Minute für Mehmet Sütcü eingewechselt wurde. Vier Tage später gab Chryssajis schließlich auch sein Debüt in der zweiten Liga, als er am neunten Spieltag gegen den SC Austria Lustenau in der Startelf stand und in der Halbzeitpause durch Thomas Slawik ersetzt wurde. Dies blieb sein einziges Zweitligaspiel für die Vienna.
Zur Saison 2010/11 wechselte Chryssajis zum Stadtligisten Rennweger SV 1901. Mit dem RSV musste er in jener Saison allerdings aus der Wiener Stadtliga absteigen. Nach dem Abstieg schloss er sich dem Regionalligisten SC Columbia Floridsdorf an. Mit den Floridsdorfern musste er allerdings als Tabellenletzter der Regionalliga Ost in der Spielzeit 2011/12 in die Stadtliga absteigen. Zur Saison 2012/13 wechselte er zum Regionalligisten SC Ritzing. Nach 15 Partien für die Burgenländer ging er im Jänner zum Ligakonkurrenten Wiener Sportklub. Nachdem er nur zwei Spiele für den Sportklub absolviert hatte, wechselte er zurück in die Stadtliga zum SR Donaufeld Wien. Mit Donaufeld konnte er 2014 in die Regionalliga aufsteigen.
Im Jänner 2015 wechselte Chryssajis erneut in die Stadtliga, wo er sich dem FC Stadlau anschloss. Mit den Stadlauern konnte er ebenfalls in die Regionalliga aufsteigen. Für Stadlau kam er allerdings in der Regionalliga auf keinen Einsatz und somit wechselte er im Jänner 2016 zurück in die Viertklassigkeit zum ISS Admira Landhaus. Zur Saison 2016/17 kehrte er zu Donaufeld zurück. Nach fünf Jahren in der österreichischen Hauptstadt wechselte Chryssajis zum SV Langenrohr.